# Сокол (град)
Вижте пояснителната страница за други значения на Сокол.
Сокол (на руски: Сокол) е град в Русия, административен център на Соколски район, Вологодска област. Населението на града към 1 януари 2018 година е 36 924 души.